# Sahyadrassus albofasciatus
Sahyadrassus albofasciatus är en fjärilsart som beskrevs av Moore 1879. Sahyadrassus albofasciatus ingår i släktet Sahyadrassus och familjen rotfjärilar. Inga underarter finns listade i Catalogue of Life.